# Süteő Rudolf
Mártonfalvai Süteő Rudolf Herman Faustus, Rezső (Verebély, 1832. február 23. – Budapest, 1906. december 18.) kúriai tanácselnök, bíró.

## Élete
Szülei Sütteő Kázmér Bars vármegyei főbíró és Streibig Vincentia voltak.
Előbb sárbogárdi szolgabírói hivatalsegéd, majd 1862-től a magyar királyi ítélőtábla fogalmazója, majd a pesti királyi ítélőtábla IV. polgári tanácsának egyik bírája (1872). 1866-ban érvényesítette Pesten a váltóügyvédi oklevelét. A kúria VII. polgári tanácsának vezetője volt. 1904-ben vonult nyugdíjba.
Felesége Nimetz Anna (1835-1898), gyermekei Margit, Anna Vincentia Berta (1865; Székely Ágoston felesége) és Gizella Anna Vincentia (1867).
1890-ben a leányfalui kápolnaépítő bizottság elnöke volt, aki az oltárt is odaajándékozta.

## Elismerései
- Másodosztályú Osztrák Császári Vaskorona-rend[12]

## Művei
- 1875 Megjegyzések a birói egység elvének alkalmazásáról telekkönyvi irányban. Igazságügy IV.
- 1888 A telekkönyvi betétek szerkesztéséről intézkedő 1886. évi XXIX. törvénycikk és az ennek végrehajtása tárgyában kiadott utasítás magyarázatai, kiegészítve az idézett törvénycikk 76. §-ában foglalt felhatalmazások alapján kibocsátott kir. igazságügyminiszteri rendeletekkel. Budapest.